# F.W. van Heerikhuizen
Frederik (Frits) Wilhelm (vaak geschreven als Willem) van Heerikhuizen (Enschede, 5 augustus 1910 – Velp, 18 februari 1969) was een Nederlands letterkundige, bloemlezer, essayist en dichter. Hij volgde de H.B.S. in Bussum, studeerde Nederlands in Amsterdam en werd leraar (enkele jaren in Goes, vervolgens lange tijd te Bussum), maar was zeer ambitieus en wijdde zich vooral aan de literatuur. Hij publiceerde naast diverse monografieën, bloemlezingen en literair-historische studies ook tal van artikelen en besprekingen in letterkundige tijdschriften, hoofdzakelijk over poëzie. In de oorlogsjaren 1940-1945 speelde hij een belangrijke rol als promotor van de jonge generatie dichters.
Van Heerikhuizen was lang woonachtig in Het Gooi, hoofdzakelijk te Bussum, alvorens te verhuizen naar Velp (1956), waar hij lesgaf aan het Rhedens Lyceum. "Hij stierf voor de klas, tijdens het eerste lesuur op een dinsdag in 1969, hij was 58 jaar."

## Letterkundige studies
In 1961 promoveerde Van Heerikhuizen bij Garmt Stuiveling op een proefschrift over Het werk van Arthur van Schendel.
Eerdere grotere studies waren: R.M. Rilke. Leven en werk (1946, Engelse editie: Rainer Maria Rilke: His Life and Work, London: Routledge and Kegan Paul, 1951) en In het kielzog van de romantiek (1948). Een omvangrijk overzicht van en bloemlezing uit de wereldliteratuur was: Gestalten der tijden (tweemaal 2 delen, 1951-1956). Over de Nederlandse literatuur schreef hij: Spiegel der eeuwen. De Nederlandse letterkunde in haar ontwikkeling (1949).

## Poëzie
Als dichter debuteerde Van Heerikhuizen met de bundel Tussen twee zomers (1936), traditionele stemmingspoëzie met impressionistische trekken. In 1941 verscheen de bundel De poort. Van Heerikhuizens gevoelige poëzie vond in brede kring waardering, maar bleef onder vakgenoten niet zonder kritiek. In 1966 bundelde hij zijn poëzie uit de jaren 1961-1965 in Als de wind ophoudt, waarin modernere invloeden aanwijsbaar zijn.

## Promotor van de jonge generatie

### Ontdekker van Willem Frederik Hermans
Van Heerikhuizen was in 1942 de ontdekker van de later grote schrijver Willem Frederik Hermans. "De oorlogssituatie en de Kultuurkamer brachten een caesuur aan in het schrijven en uitgeven van poëzie. Tijdschriften werden opgeheven. Frits van Heerikhuizen, die in 1940 nog even aan het tijdschrift Criterium meegewerkt had, was een van degenen die vooruitdachten naar de literaire wederopbouw na de oorlog."
Als leraar Nederlands in Bussum stelde Frits van Heerikhuizen een bloemlezing van de Nederlandse poëzie samen. Reeds in 1942 kwam deze bloemlezing uit onder de titel Stille opmars, waarin hij de nieuwe generatie in Nederland aan het woord liet. De bloemlezing bevatte gedichten uit 1931-1941, met werk van negentien dichters, onder wie Achterberg, Ida Gerhardt, Ed. Hoornik, Nijhoff, Vasalis en Vestdijk, maar werd – midden in de oorlogsjaren – matig tot zeer kritisch ontvangen. In de inleiding (ruim 30 pagina's) deed Van Heerikhuizen ook een oproep aan jonge auteurs om werk in te zenden voor een volgende uitgave. Ook Hermans zond gedichten in." Van een tweede uitgave is het nooit gekomen.
In de zomer van 1944 kwam Frits van Heerikhuizen in contact met een groep Utrechtse studenten die het clandestiene blad Parade der Profeten uitgaf in een oplage van twaalf exemplaren. Van Heerikhuizen adviseerde hen contact op te nemen met Hermans, wat vervolgens ook door Charles B. Timmer werd aanbevolen. Nog in augustus van dat jaar verscheen Hermans' poëziedebuut in Parade der Profeten.

### Rol bij de herstart vanCriterium
Zie voorts: Calis 1999, voor het aandeel van Van Heerikhuizen hierin.

## Vertalingen
Van Heerikhuizen vertaalde ook werk van Engelse en Franse dichters.

## Schoolbloemlezing
Naast zijn uitgebreide letterkundige en essayistische werk werd Van Heerikhuizen onder meer ook bekend door zijn herziening van de destijds veel gebruikte, vijfdelige letterkundige schoolbloemlezing van De Raaf en Griss.